# Den hemmelige agents opgave
Den hemmelige agents opgave (russisk: Подвиг разведчика) er en sovjetisk film fra 1947 af Boris Barnet.

## Medvirkende
- Pavel Kadotjnikov som Aleksej Fedotov
- Amvrosy Buchma som Grigorij Lesjjuk
- Viktor Dobrovolskij
- Dmitrij Miljutenko som Berezjnoj
- Sergej Martinson som Willi Pommer